# Синее озеро (Карпаты)
Си́нее о́зеро (укр. Си́нє о́зеро; Голубое озеро) — горное озеро в Украинских Карпатах, на юго-западных склонах горного массива Синяк. Расположен в урочище Синяк, севернее села Синяк (Мукачевский район, Закарпатская область), на высоте 600 м над уровнем моря. Площадь поверхности — 0,02 км².
Озеро вулканического происхождения, в нём есть 2 воронки. Считается, что это кратеры древнего вулкана, заполненные водой. К тому же, на берегах разбросано множество обломков скальной породы.
Озеро питается водой сероводородного источника. Вода чистая, прозрачная. Берега болотистые, поросшие камышом и другой растительностью. Вода в озере сероводородная-сульфатно-кальциевая. Имеет лечебные свойства.
На данный момент зеркало озера окончательно заросло и превратилось в верховое болото.
Добраться до озера можно долиной горной речки Верхний Поток. Озеро популярно среди туристов и отдыхающих курорта «Синяк».